# Shawn McDonald
Shawn Michael McDonald, född 4 september 1977, är en amerikansk kristen sångare, låtskrivare och gitarrist.

## Uppväxt
Som barn bodde han med sina morföräldrar eftersom hans föräldrar inte kunde ta hand om honom. Då han inte riktigt förstod situationen, blev han upprorisk. Han smög ut ur huset, drack alkohol, blev berusad, och började senare använda droger. Han hamnade så småningom på gatan där han odlade och sålde droger.
Efter att ha hamnat i klammeri med rättvisan ville han få rätsida på sitt liv. En pojke som heter Chris och dennes mormor började bjuda in honom till kyrkan. Shawn deltog inte, men en dag plockade han fram en bibel som hans farmor hade gett honom och läste ett bibelord som talade om att driva ut demoner ur sitt hus. Han kopplade sina "demoner" till sina droger och bestämde sig för att göra sig av med dem. Ett par dagar senare kom polisen hem till honom med en husrannsakan men hittade ingenting. Detta hjälpte honom att verkligen få sitt liv tillbaka på rätt spår och han bad Chris att ta med honom till kyrkan. På college var Shawn McDonald rumskompis med Dominic Kan, ungdomsgruppledare för KECP (Portlands Koreanska Evangeliska Kyrkan).
Några av hans influenser har tillskrivits hans resor till Israel och Zimbabwe.

## Familj
Shawn gifte sig med Kate, äldre syster till den kristna sångerskan Bethany Dillon, den 28 maj 2005. Deras son, Cohen Reid, föddes den 29 april 2007.

## Diskografi

### Album
- Simply Nothing (2004)
- Ripen (2006)
- Roots (2008)
- Closer (2011)
- The Analog Sessions (2013)
- Brave (2014)

### EP
- NapsterLive (2006) - Endast på Napster
- Connect Sets (2006) - Endast på Sony Connect
- Free (2006) - Endast på iTunes

### Egensläppta
- Focal Point (2002)

### Bidrag
- "All Creatures Of Our God And King" (med Bethany Dillon), från Amazing Grace (Music Inspired by The Motion Picture) (2007)
- "O Holy Night", från Unexpected Gifts: 12 New Sounds Of Christmas (2006)
- "Salvation (Psalm 71)", från The Message: Psalms (2005)
- Medverkade i "Going Home" av Logan Martin (2007)